# Limnichus turkestanicus
Limnichus turkestanicus is een keversoort uit de familie dwergpilkevers (Limnichidae). De wetenschappelijke naam van de soort werd in 1905 gepubliceerd door Maurice Pic.